# Олимпијски комитет Босне и Херцеговине
Олимпијски комитет Босне и Херцеговине (ОКБиХ) је национални олимпијски комитет Босне и Херцеговине који је одговоран за промовисање олимпијских идеала и учешће њених спортиста на олимпијским играма и осталим мањим спортским догађајима. Чланови Комитета су 30 олимпијских и осам неолимпијских спортских савеза, који бирају Извршни одбор у саставу председника и дванаест чланова. Његово седиште је у Сарајеву.

## Историја
Олимпијски комитет Босне и Херцеговине основан је 4. јуна 1992. Израстао је из организације ЗОИ '84, организатора Зимских олимпијских игара 1984. године у Сарајеву. После оснивања и првог појављивања спортиста БИХ на Летњим олимпијским играма 1992. у Барселони, уследило је и званично признање Међународног олимпијског комитета, који је донео одлуку на састанку Извршног одбора у Монаку 24. септембра 1993. Први председник био је Стјепан Кљуић, а први генерални секретар Изудин Филиповић. У власништву комитета био је Музеј XIV Зимских олимпијских игара који је уништен 27. априла 1992. током опсаде Сарајева. 
Нови Олимпијски музеј ОК БИХ отворили су 8. септембра 2004. председник МОКа Жак Рог и премијер Сарајевског кантона Денис Звиздић поводом обележавања 20 година од XIV Зимских олимпијских игара.

## Председници
| Председник                                                  | Период    |
| ----------------------------------------------------------- | --------- |
| Стјепан Кљуић                                               | 1991−1997 |
| Богић Богићевић                                             | 1997−2001 |
| Ахмед Карабеговић Љиљанко Налетилић Здравко Рађеновић       | 2001−2002 |
| Маријан Квесић Миланко Мучибабић Нађа Авдибашић Вукадиновић | 2002−2007 |
| Маријан Квесић                                              | 2007−2008 |
| Синиша Кисић                                                | 2008−2009 |
| Изет Рађо                                                   | 2009−2013 |
| Синиша Кисић                                                | 2013−2014 |
| Маријан Квесић                                              | 2014−2017 |
| Изет Рађо                                                   | 2017−2018 |
| Синиша Кисић                                                | 2018−2019 |
| Изет Рађо                                                   | 2019−2020 |
| Маријан Квесић                                              | 2020−     |

## Извршни одбор
- Председник: Изет Рађо
- Потпредседници: Маријан Квесић, Синиша Кисић
- Чланови: Елведин Бегић, Нихад Селимовић, Мирсад Ћатић, Слободан Граховац, Един Крупалија, Иван Бркић, Корнелија Леко, Горан Бошњак, Бранислав Црногорац, Нада Кујунџић.

## Савези

### Олимпијски спортови
| Савез                                           | Летње или Зимске | Седиште   |
| ----------------------------------------------- | ---------------- | --------- |
| Атлетски савез Босне и Херцеговине              | Летње            | Сарајево  |
| Бадминтон савез Босне и Херцеговине             | Летње            | Бања Лука |
| Бициклистички савез Босне и Херцеговине         | Летње            | Бања Лука |
| Боб савез Босне и Херцеговине                   | Зимске           | Сарајево  |
| Боксерски савез Босне и Херцеговине             | Летње            | Сарајево  |
| Ватерполо савез Босне и Херцеговине             | Летње            | Сарајево  |
| Веслачки савез Босне и Херцеговине              | Летње            | Вишеград  |
| Гимнастички савез Босне и Херцеговине           | Летње            | Сарајево  |
| Голф савез Босне и Херцеговине                  | Летње            | Сарајево  |
| Кајакашки савез Босне и Херцеговине             | Летње            | Добој     |
| Карате савез Босне и Херцеговине                | Летње            | Сарајево  |
| Савез коњичких организација Босне и Херцеговине | Летње            | Сарајево  |
| Кошаркашки савез Босне и Херцеговине            | Летње            | Сарајево  |
| Одбојкашки савез Босне и Херцеговине            | Летње            | Сарајево  |
| Пливачки савез Босне и Херцеговине              | Летње            | Лакташи   |
| Рагби савез Босне и Херцеговине                 | Летње            | Зеница    |
| Рвачки савез Босне и Херцеговине                | Летње            | Сарајево  |
| Рукометни савез Босне и Херцеговине             | Летње            | Сарајево  |
| Савез за дизање тегова Босне и Херцеговине      | Летње            | Сарајево  |
| Савез за зимске спортове Босне и Херцеговине    | Зимске           | Сарајево  |
| Савез хокеја на леду Босне и Херцеговине        | Зимске           | Сарајево  |
| Санкашки савез Босне и Херцеговине              | Зимске           | Сарајево  |
| Скелетон савез Босне и Херцеговине              | Зимске           | Сарајево  |
| Скијашки савез Босне и Херцеговине              | Зимске           | Сарајево  |
| Стонотениски савез Босне и Херцеговине          | Летње            | Сарајево  |
| Стрељачки савез Босне и Херцеговине             | Летње            | Сарајево  |
| Теквондо савез Босне и Херцеговине              | Летње            | Сарајево  |
| Тениски савез Босне и Херцеговине               | Летње            | Сарајево  |
| Триатлон савез Босне и Херцеговине              | Летње            | Сарајево  |
| Фудбалски савез Босне и Херцеговине             | Летње            | Сарајево  |
| Џудо савез Босне и Херцеговине                  | Летње            | Сарајево  |

### Неолимпијски спортови
| Савез                                          | Седиште          |
| ---------------------------------------------- | ---------------- |
| Боћарски савез Босне и Херцеговине             | Посушје          |
| Ваздухопловни савез Босне и Херцеговине        | Сарајево         |
| Мотоциклистички савез Босне и Херцеговине      | Крешево          |
| Ронилачки савез Босне и Херцеговине            | Сарајево         |
| Специјална Олимпијада Босне и Херцеговине      | Сарајево         |
| Спортско-риболовачки савез Босне и Херцеговине | Источно Сарајево |
| Чирлидинг савез Босне и Херцеговине            | Широки Бријег    |
| Шаховска унија Босне и Херцеговине             | Сарајево         |